# Liste der Kulturdenkmale in Loßwig
In der Liste der Kulturdenkmale in Loßwig sind die Kulturdenkmale des Torgauer Ortsteils Loßwig verzeichnet, die bis August 2020 vom Landesamt für Denkmalpflege Sachsen erfasst wurden (ohne archäologische Kulturdenkmale). Die Anmerkungen sind zu beachten.
Diese Aufzählung ist eine Teilmenge der Liste der Kulturdenkmale in Torgau.

## Loßwig
| Bild           | Bezeichnung                                                                                           | Lage                       | Datierung                                                                 | Beschreibung | ID       |
| -------------- | --- | -------------------------- | ------------------------------------------------------------------------- | --- | -------- |
| Weitere Bilder | Denkmal für die Gefallenen des Ersten Weltkrieges, eingezäunte Anlage aus Sockel, Obelisk und Schmuck | An den Linden (Karte)      | Nach 1918                                                                 | Ortsgeschichtliche Bedeutung. Rochlitzer Porphyrtuff, Obelisk über gestuftem Sockel, auf den Ecken Stahlhelme mit Lorbeerkränzen, über der Inschriftplatte (schwarzer Stein) Eisernes Kreuz, rückseitig Granitplatte mit Namen der Gefallenen des Zweiten Weltkrieges (1990er Jahre).                                  | 08967239 |
| Weitere Bilder | Kirche mit Ausstattung                                                                                | An den Linden 1b (Karte)   | Um 1200                                                                   | Romanische Saalkirche mit Westquerturm in Saalbreite, Zeugnis der Kirchenbaukunst vom Mittelalter bis ins 17. Jahrhundert, baugeschichtliche, künstlerische und ortsgeschichtliche Bedeutung. Bruchstein, Raseneisenstein, Ziegel, verputzt, gerader Schluss, Inneres flach gedeckt, einfache Ausstattung, Westempore. | 08967237 |
| Weitere Bilder | Stallanbau des Wohnhauses, Scheune und Hofpflaster eines Dreiseithofes                                | An den Linden 7, 9 (Karte) | 1. Hälfte 19. Jahrhundert (Seitengebäude); Ende 19. Jahrhundert (Scheune) | Beeindruckende Scheune, mit wenigen anderen Objekten letzte authentische Zeugnisse ländlicher Architektur- und Volksbauweise in Loßwig, bau- und ortsgeschichtlich von Bedeutung | 09302584 |
|                | Stalltrakt eines ehemals zweigeschossigen Anbaus                                                      | An den Linden 15 (Karte)   | Frühes 19. Jahrhundert                                                    | Im Inneren Sandsteinsäulen und Kreuzgratgewölbe, baugeschichtlich bedeutend. Erdgeschoss eines ehemaligen Stalls, massiv, verputzt. | 08967238 |
| Weitere Bilder | Wegestein                                                                                             | Kirchweg (Karte)           | Mitte 19. Jahrhundert                                                     | Hoher Schaft mit Abdeckplatte, Inschriften und Richtungsanzeiger, verkehrsgeschichtlich von Bedeutung. Sandsteinstele mit Abdeckplatte, bezeichnet mit „Pflückuff/Tg./Elbe/Kunzwerda//Bennewitz/Belgern//Pflückuff/Tg./Elbe//Bennewitz/Belgern“.                                                                       | 08967240 |

## Tabellenlegende
- Bild: Bild des Kulturdenkmals, ggf. zusätzlich mit einem Link zu weiteren Fotos des Kulturdenkmals im Medienarchiv Wikimedia Commons. Wenn man auf das Kamerasymbol klickt, können Fotos zu Kulturdenkmalen aus dieser Liste hochgeladen werden:
- Bezeichnung: Denkmalgeschützte Objekte und ggf. Bauwerksname des Kulturdenkmals
- Lage: Straßenname und Hausnummer oder Flurstücknummer des Kulturdenkmals. Die Grundsortierung der Liste erfolgt nach dieser Adresse. Der Link (Karte) führt zu verschiedenen Kartendiensten mit der Position des Kulturdenkmals. Fehlt dieser Link, wurden die Koordinaten noch nicht eingetragen. Sind diese bekannt, können sie über ein Tool mit einer Kartenansicht einfach nachgetragen werden. In dieser Kartenansicht sind Kulturdenkmale ohne Koordinaten mit einem roten bzw. orangen Marker dargestellt und können durch Verschieben auf die richtige Position in der Karte mit Koordinaten versehen werden. Kulturdenkmale ohne Bild sind an einem blauen bzw. roten Marker erkennbar.
- Datierung: Baubeginn, Fertigstellung, Datum der Erstnennung oder grobe zeitliche Einordnung entsprechend des Eintrags in der sächsischen Denkmaldatenbank
- Beschreibung: Kurzcharakteristik des Kulturdenkmals entsprechend des Eintrags in der sächsischen Denkmaldatenbank, ggf. ergänzt durch die dort nur selten veröffentlichten Erfassungstexte oder zusätzliche Informationen
- ID: Vom Landesamt für Denkmalpflege Sachsen vergebene, das Kulturdenkmal eindeutig identifizierende Objekt-Nummer. Der Link führt zum PDF-Denkmaldokument des Landesamtes für Denkmalpflege Sachsen. Bei ehemaligen Kulturdenkmalen können die Objektnummern unbekannt sein und deshalb fehlen bzw. die Links von aus der Datenbank entfernten Objektnummern ins Leere führen. Ein ggf. vorhandenes Icon  führt zu den Angaben des Kulturdenkmals bei Wikidata.